# 月刊くるめ
月刊くるめは、株式会社Webトレンドデザインによって筑後地方、福岡市、佐賀市を中心に発行されている雑誌。略称は"月くる"。
2018年より、名称をgekkleにリニューアルして、隔月で発行されている。

## 概要
1979年（昭和54年）創刊。毎月28日に発売され、久留米市及び近隣諸都市の書店、コンビニなどで入手することが出来る（2019年10月より福岡市、佐賀市のコンビニでも販売）。2018年より奇数月28日発行の隔月となっている。価格は380円。発行会社は株式会社Webトレンドデザイン。
コンテストの開催時期にはgekkleが主催する「いちごプリンセスコンテスト」や「ハイスクールヒーロー」（後述）関連の記事が組まれる。
芸能記事にも古くから力を入れており、高校卒業直後の松田聖子や黒木瞳も登場している。ちなみに、黒木が最初に飾った表紙は月刊くるめのものだという。

## いちごプリンセスコンテスト
月刊くるめ(gekkle)は久留米市内の「いちご姫コンテスト」という女子高生を対象とした美少女コンテストを年に一度開催している。2018年よりコンテスト名称を「いちごプリンセスグランプリ」にリニューアルしている。
コンテストは各校から代表を選抜し、読者が投票してグランプリを決定するという方式で行われる。具体的には、まずスタッフが毎年2月に久留米市を中心とした筑後地方、また歴史的、地理的に久留米とつながりの深い日田市、鳥栖市にある46校の高校に聞き込み調査を行った上で各校から人気の美少女「いちごプリンセス」2人を選抜、選抜されたいちごプリンセスは月刊くるめ(gekkle)に掲載される。
それを見た読者は誌面の投票はがき、地域の投票箱設置店での投票、インターネットのいずれかで投票し、毎年8月に久留米市民会館などで行われる式典の場でグランプリが決定され、表彰が行われる。式典ではいちごプリンセスたちが着物を着て登場するほか、芸能人を招くなどして大規模なイベントが開催される。
いちごプリンセス達は月くるの表紙や広告などを飾るほか、地元のイベントなどに登場する。歴代のいちごプリンセスたちの中には芸能界に入った者も多く、松雪泰子、有坂来瞳、池松愛理らを輩出しているほか、福岡のローカルアイドルであるCQC'sの井上倫子、福本莉彩や元QunQunセンターでタレントの深谷理紗など福岡の芸能界にも多くの人材を輩出している。そのため、東京や福岡の芸能関係者からも注目されており、定期購読している事務所もあるという。
近年ではいちご姫コンテストの男性版である「ハイスクールヒーローコンテスト」も開催されている。こちらは8月に46校（ただし、こちらには男子校も参加するため、参加校は異なる）から一人ずつを選抜して、投票で2月にグランプリを決定する。
月刊くるめと協賛していた田中屋呉服店だが、2018年よりgekkleに雑誌名称変更に伴い、gekkle主催の「いちごプリンセスグランプリ」と田中呉服店独自主催の「新生いちご姫コンテスト」として別のコンテストとして開催。（2019年コンテストまでは共存していた模様）
「いちご姫」「いちご姫コンテスト」は、田中屋呉服店の登録商標（商標登録番号5910190）です。他社が主催する類似のコンテストとは、一切関係がありません。
とホームページ上でもうたってあるようにGEKKLEが行っている「いちごプリンセスGP」とは基本的には別コンテストとなっている状態のよう。
ややこしいのだが、従来から月刊くるめ時代「いちご姫コンテスト」～現在のgekkle「いちごプリンセスグランプリ」がコンテストとしては、正当な流れとなっている様子。紙面上での過去の芸能人輩出紹介や第〇〇回という開催回数を引き継いでいるのが理由。
ただし、「いちごプリンセスGP」の方では、各高校からの姫の選出方法が従来とは異なる部分もあり、選出地域が広範囲であり、芸能モデル事務所とのつながりが色濃く反映されている模様。
一方で、2018年の変更時期以前からの馴染みがあるコンテストという意味では、久留米市民からすると田中呉服店独自主催の「新生いちご姫コンテスト」の方が従来通り各高校からの姫の選出は、他薦もしくは聞き込みによる選出といった方法であり、主に筑後地区からという事もあって馴染みがあるものとなっている。
しかし、紙面から独立してしまったために従来月刊くるめで確認できた姫のエントリー状況が、「新生いちご姫コンテスト」の方になると姫の紹介は、田中呉服店（系列店含む）の店舗の投票用紙やその年における新生いちご姫コンテストの専用ホームページから出ないと確認が難しい状況となっている。
なお分裂後もともに「いちご」を謳っているが果物のいちごとは関係なく、月刊くるめ時代に「15歳のミスコンテスト」を行うという趣旨から命名されたもの。しかし、2015年にいちご姫に選出された斎藤恭代によると15歳が選出された例はなく、資格はあるものの高校3年生が圧倒的に多いという。